# The Kissing Booth
Série
The Kissing Booth 2
(2020)
Pour plus de détails, voir Fiche technique et Distribution.
The Kissing Booth est une comédie romantique américaine réalisée par Vince Marcello et sortie en 2018. Il s'agit d'une adaptation cinématographique du roman du même nom de la romancière britannique Beth Reekles (en). Il est diffusé sur Netflix.
Il est suivi de The Kissing Booth 2 en 2020 et The Kissing Booth 3 en 2021.

## Synopsis
Shella « Elle » Evans est une adolescente vivant à Los Angeles. Depuis toute petite, elle est la meilleure amie de Lee Flynn, un garçon de son âge. Ensemble, ils ont établi une liste de « règles» concernant leur amitié, dont l'une stipule qu'aucun des deux amis ne doit entamer de relation amoureuse avec un membre d'une des deux familles respectives.
Le grand frère de Lee, Noah Flynn, est une véritable star du lycée ainsi qu'un charmeur hors-pair. Même si Elle ne le dit pas, elle le trouve beau et est attirée par lui tandis que ce dernier se montre très protecteur avec elle.
Lee et Elle doivent trouver une idée de projet pour la fin d'année au lycée. Les deux amis ont alors l'idée d'un stand à bisous (Kissing Booth en anglais). L'idée est validée et le jour de la fête arrive. C'est alors, en l'absence de Lee, que Noah se présente face à Elle et l'embrasse. Débute ainsi une relation secrète entre Noah et Elle dans le dos de Lee.
Mais ce dernier l'apprend et est vexé et déçu du mensonge d'Elle. Cette dernière n'a plus de nouvelles de son meilleur ami, ni de son petit ami avec lequel elle s'est disputée. La situation s'arrange tout de même et Lee pardonne à Elle tout en acceptant leur relation. La fin d'été s'annonce alors joyeuse, avant que Noah ne parte à Harvard, à l'autre bout des États-Unis.

## Fiche technique
Sauf indication contraire, les informations mentionnées dans cette section peuvent être confirmées par la base de données cinématographiques IMDb,  présente dans la section « Liens externes ».
- Titre original : The Kissing Booth
- Réalisation : Vince Marcello
- Scénario : Vince Marcello, d'après le roman du même nom de Beth Reekles (en)
- Musique : Patrick Kirst
- Direction artistique : Dave Arrowsmith
- Décors : Stuart Bryce
- Photographie : Anastas N. Michos
- Montage : Paul Millspaugh
- Production : Andrew Cole-Bulgin, Ed Glauser, Vince Marcello et Michele Weisler
- Sociétés de production : Komixx Entertainment
- Société de distribution : Netflix
- Pays de production :  États-Unis
- Langue originale : anglais
- Format : couleur - 2,35:1 (CinemaScope)
- Genre : comédie romantique, teen movie
- Durée : 110 minutes
- Date de sortie : 11 mai 2018 (sur Netflix)

## Distribution
- Joey King (VF : Camille Timmerman) : Rochelle « Ella » Evans (Shelly « Elle » Evans en VO)
  - Megan du Plessis : Ella à 4 ans
  - Caitlyn de Abrue : Ella à 7 ans
  - Juliet Blacher : Ella à 11 ans
- Joel Courtney (VF : Maxime Baudouin) : Lee Flynn
  - Lincoln Pearson : Lee à 4 ans
  - Jack Fokkens : Lee à 7 ans
  - Jesse Rowan-Goldberg : Lee à 11 ans
- Jacob Elordi (VF : Stanislas Forlani) : Noah Flynn
  - Michael Miccoli : Noah à 9 ans
  - Chase Dallas : Noah à 13 ans
- Molly Ringwald (VF : Pascale Chemin) : Mme Flynn
- Stephen Jennings : Mike Evans
- Carson White : Brad Evans
- Bianca Bosch (VF : Leslie Lipkins) : Olivia
- Jessica Sutton (VF : Zina Khakhoulia) : Mia
- Zandile Madliwa (VF : Charlyne Pestel) : Gwyneth
- Joshua Eady (VF : Bruno Méyère) : Tuppen
- Meganne Young (VF : Nayéli Forest) : Rachel
- Nathan Lynn (VF : Grégory Laisné) : le « Yearbook Guy »
- Frances Sholto-Douglas (VF : Isabelle Volpé) : la « Britannique »
- Byron Langley : Warren
- Hilton Pelser : Barry
- Judd Krok : Ollie
- Sanda Shandu : Randy
- Chloe Williams : Joni Evans
- Evan Hengst (VF : Bastien Bourlé) : Miles
- Morné Visser (VF : Jean-Christophe Brétignière) : M. Flynn
- D. David Morin : le principal
- Waldemar Schultz : M. Lewis

 Source et légende : version française (VF) sur RS Doublage.

## Production

### Développement
En juin 2014, Vince Marcello est engagé pour écrire une adaptation du roman de la romancière adolescente Beth Reekles, qu'elle avait écrit à l'origine pour la plate-forme Wattpad.
En novembre 2016, Netflix dévoile avoir acquis les droits de distribution du film et annonce que Vince Marcello sera également chargé de la réalisation. Quelques mois plus tard, les actrices Joey King et Molly Ringwald rejoignent la distribution du film.

### Tournage
Quelques scènes sont tournées à Los Angeles mais la quasi-totalité du tournage se déroule à Le Cap en  Afrique du Sud entre janvier et avril 2017.

## Accueil

### Statistiques de visionnage
Peu après la sortie du film, le service Netflix affirme qu'au moins un abonné sur trois a revisionné le film. Selon le directeur de contenu de la plateforme, Ted Sarandos, c'est 30 % de plus que la moyenne de re-visionnage des films sur le service. Le film est considéré par l'équipe de Netflix comme celui le plus vu sur le service aux États-Unis, et même dans le monde.

### Accueil critique
Le film reçoit des critiques plutôt négatives de la part de la presse. Sur le site agrégateur de critiques Rotten Tomatoes, il obtient 17 % de critiques positives, avec une note moyenne de 3,6/10 sur la base de 12 collectées.
Le film est pointé du doigt par plusieurs critiques américaines qui le considèrent comme sexiste. C'est le cas notamment du site Indiewire dont la journaliste Kate Erbland déclare que le film est « sexiste et régressiste ». Pour Ani Bundel de NBC News, le scénario est « problématique à cause de ses stéréotypes sur la masculinité et les relations » et le film est écrit comme si quelqu'un « avait simplement digéré tout ce que le patriarcat lui avait dit sur ce que la romance était censée être ».
Malgré l'accueil froid par la presse, le film est mieux reçu par les spectateurs, devenant l'un des films originaux les plus populaires de Netflix.

## Suite
Le 14 février 2019, Netflix annonce le développement d'une suite, mettant en vedette Joey King, Joel Courtney, Jacob Elordi, Maisie Richardson-Sellers et  Taylor Zakhar Perez.